# Jeffersonville (Illinois)
Jeffersonville – wieś w Stanach Zjednoczonych, w stanie Illinois, w hrabstwie Wayne.